# Robert Sperati
Robert Sperati, född 27 juli 1872 i Bergen, död omkring 1945, var en norsk skådespelare.
Sperati medverkade i några av de allra tidigaste norska stumfilmerna och debuterade 1911 i Fattigdommens forbandelse. Han medverkade i ytterligare fem stumfilmer under 1910-talet innan 1926 gjorde sin sista filmroll i Leif Sindings Vägarnas kung. Han var också engagerad som teaterskådespelare vid Det Nye Teater.
Han var son till skådespelerskan Octavia Sperati (1847–1918) och kapellmästaren Robert Ferdinand Sperati (1848–1884) samt sonson till Paolo Sperati. Sperati gravsattes den 19 oktober 1945 och ligger begravd på Vestre gravlund i Oslo.

## Filmografi
- 1911 – Fattigdommens forbandelse
- 1912 – Hemmeligheden
- 1916 – Paria
- 1917 – Unge hjerter
- 1917 – En vinternat
- 1918 – Vor tids helte
- 1926 – Vägarnas kung